# ظروف مینو

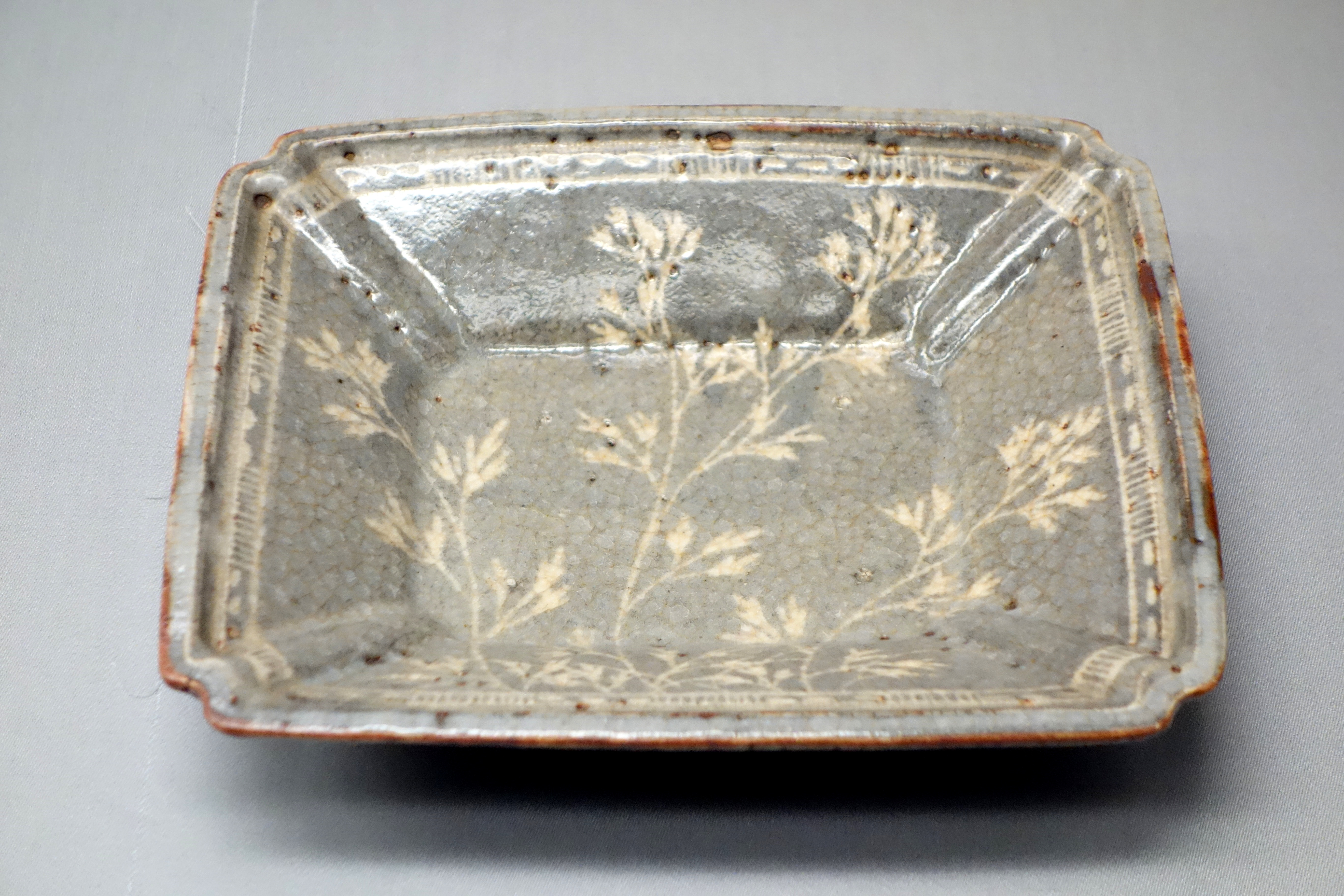
ظرف مینو مربعی با طرح چمن‌های پاییزی، از نوع نزومی-شینو خاکستری، دوره آزوچی-مومویاما تا ادو، قرن ۱۶–۱۷

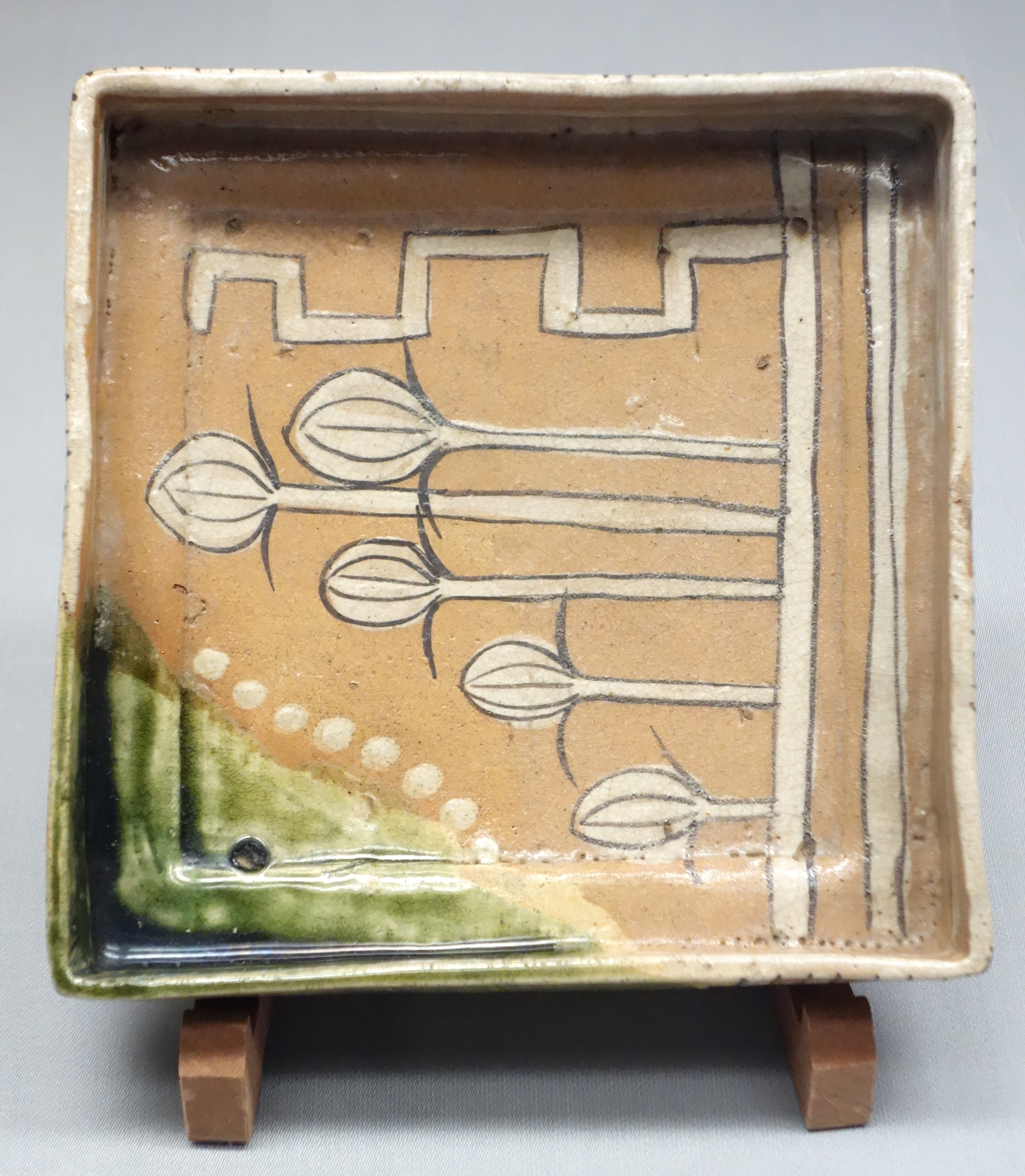
کاسه گوشه‌دار مینو از نوع اوریبه، دوره ادو، قرن هفدهم

ظروف مینو (美濃焼 Mino-yaki) سبکی از ظروف سفالی، سنگی و سرامیک ژاپنی است که در ولایت مینو، عمدتاً در شهرهای تاجیمی، توکی، میزونامی و کانی در استان گیفو، در ژاپن مرکزی تولید می‌شود.

## تاریخچه
به نظر می‌رسد سفالگری ژاپنی در منطقه توکی بیش از ۱۳۰۰ سال پیش آغاز شده است. برخی آثار کوره و قطعات سفالی که به سبک قرن هفتم است در داخل خاک شهر به دست آمده است. صنعتگران اطراف منطقه ستو در طول جنگ‌های قبل از دوره آزوچی-مومویاما (۱۵۶۸–۱۶۱۴) فرار کردند و در منطقه ساکن شدند. آنها تحت حمایت اربابان توکی بودند. سفالگری توسط کاتو یوسابی ابداع شد و پسران او نیز سبک‌های دیگری از سفالگری را در این منطقه شروع کردند. ساخت ظروف مخصوص مراسم چای در نقطه اوج شکوفایی این سفالگری بود.
ظروف اوریبه زیر نظر ارباب فوروتا اوریبه، به عنوان یک نوع از این ظروف مراسم چای توسعه یافت. اربابان فئودال دایمیو ظروف چای با سبک‌های منحصربه‌فرد اوریبه را بسیار تحسین می‌کردند. از اوایل دوره ادو (۱۶۰۳–۱۸۶۷) تأکید بیشتری بر نیازهای روزانه شده است.
در برخی از کوره‌های ظروف مینو، ظروف اوفوکی نیز تولید می‌کردند.
با معرفی تولید انبوه در دوره میجی (۱۸۶۸–۱۹۱۲)، ظروف مینو به‌طور گسترده تولید شد. سرامیک‌های منطقه مینو حدود ۵۰ درصد از سفال‌های تولید شده در ژاپن را تشکیل می‌دهند.

## سبک‌ها
در طول قرن‌ها، چهار سبک از مینو توسعه یافت که از نظر ظاهری با یکدیگر متفاوت بودند. این سبک‌ها ارتباط قوی با مراسم چای دارند:
- ظروف کی-ستو: زردرنگ است.[۵]
- ظروف ستوگورو: به رنگ مشکی است.[۵]
- ظروف شینو: اغلب خاکستری‌رنگ است و چمن‌های پاییزی با رنگ سفید به صورت برجسته روی این پس‌زمینه قرار می‌گیرد. زیرسبک‌ها عبارتند از: موجی-شینو، ای-شینو، بنی-شینو، آکا-شینو و نزومی-شینو.
- ظروف اوریبه: به رنگ سبز و مشکی است.[۵] زیرسبک‌ها عبارتند از: آئو-اوریبه، سو-اوریبه، آکا-اوریبه، نارومی-اوریبه، شینو-اوریبه، و کورو-اوریبه.